# Victor Hémery
Victor Hémery, dit The Surly One (l'homme hargneux) aux États-Unis, né le 18 novembre 1876 à Sillé-le-Guillaume (Sarthe) et mort le 8 septembre 1950 au Mans, est un pilote automobile français. 
Il a notamment remporté le Grand Prix de France 1911, au volant d'une Fiat S61.

## Biographie
Victor Hémery entre à 13 ans au Collège technique du Mans, comme mécanicien, où il est un brillant élève mais déjà doté d'un fort caractère.
À 17 ans, il entre chez Bollée qui remarque ses prédispositions : il en fait immédiatement son aide, tantôt comme mécanicien, tantôt comme dessinateur. 

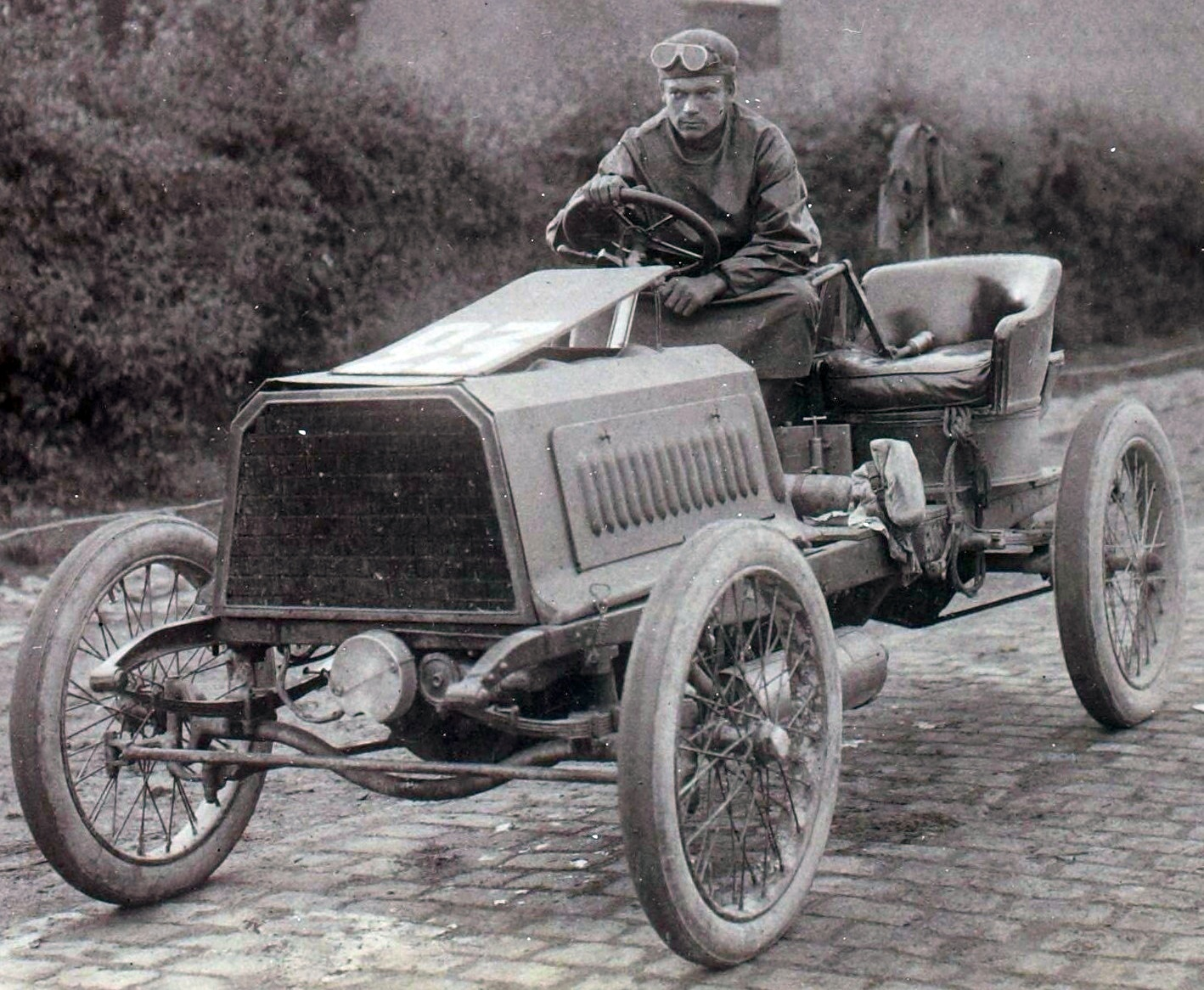
Victor Hémery pilote pour le compte de Darracq et remporte en 1904 le Circuit des Ardennes.

Vers 1895, il est embauché chez Darracq (Talbot), et en 1902 il produit sa première course, finissant troisième du concours de Laffrey de l'AC Dauphinois, ainsi que 4e sur le parcours de Paris-Vienne, en obtenant encore une victoire de catégorie voitures légères entre Arles et Salon-de-Provence pour le Critérium de Provence. Il participe au Paris-Madrid l'année suivante (1903, 19e). En 1904, il collabore activement -comme pilote d'essais- à la préparation de l'Opel-Darracq 40HP pour la coupe Gordon Bennett, puis il remporte avec la voiture la course de Hambourg-Bahrenfeld au mois d'octobre (sur un hippodrome). Il gagne aussi la catégorie des Voiturettes lors de la Course de côte della Consuma et il s'impose le 3 octobre au kilomètre de Dourdan sur Darracq catégorie voiture légère en 29 s 4.

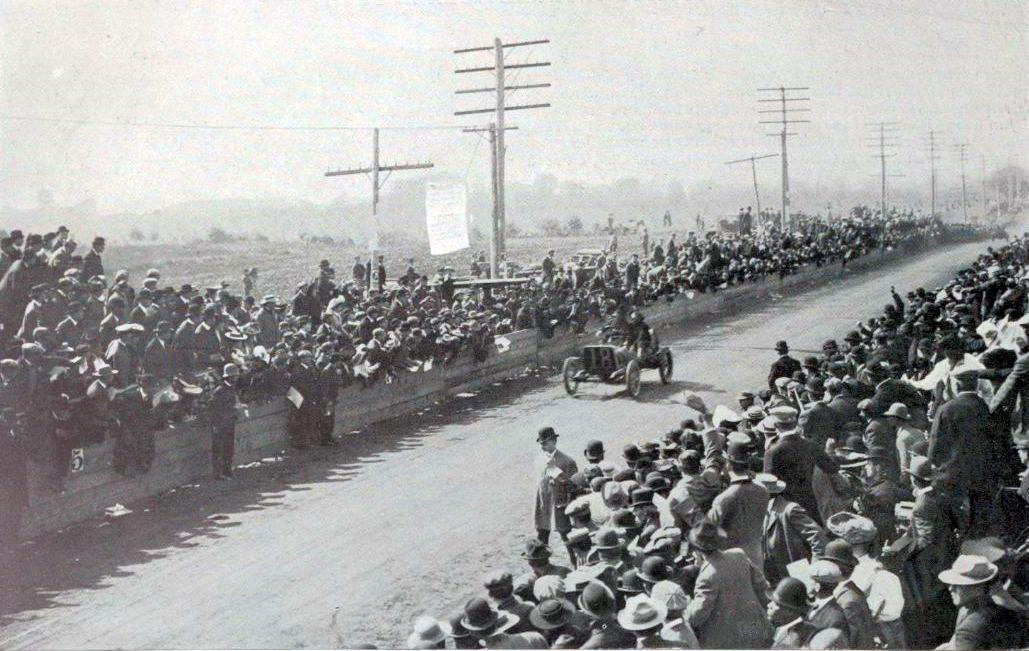
Arrivée victorieuse d'Hémery à la Coupe Vanderbilt 1905.

En 1905, il obtient son premier record du monde de vitesse terrestre : à Ostende, il couvre le kilomètre à 176,400 km/h, avec Darracq. Il remporte la course de côte de Chênée en août, le Circuit des Ardennes à Bastogne, et en octobre la Vanderbilt Cup de Long Island (NY) ce qui lui vaut rétroactivement en 1951 le titre de Champion des États-Unis des conducteurs pour l'année citée, essentiellement grâce à son record et à son succès US, sur décision de l'historien du sport automobile américain Russ Catlin 46 ans plus tard. En cette même année 1905, il fait encore partie du Comité d'initiative automobile sartois en vue d'organiser une compétition majeure sur un circuit dans le département, à la suite de l'interdiction des courses sur route de ville à ville. 

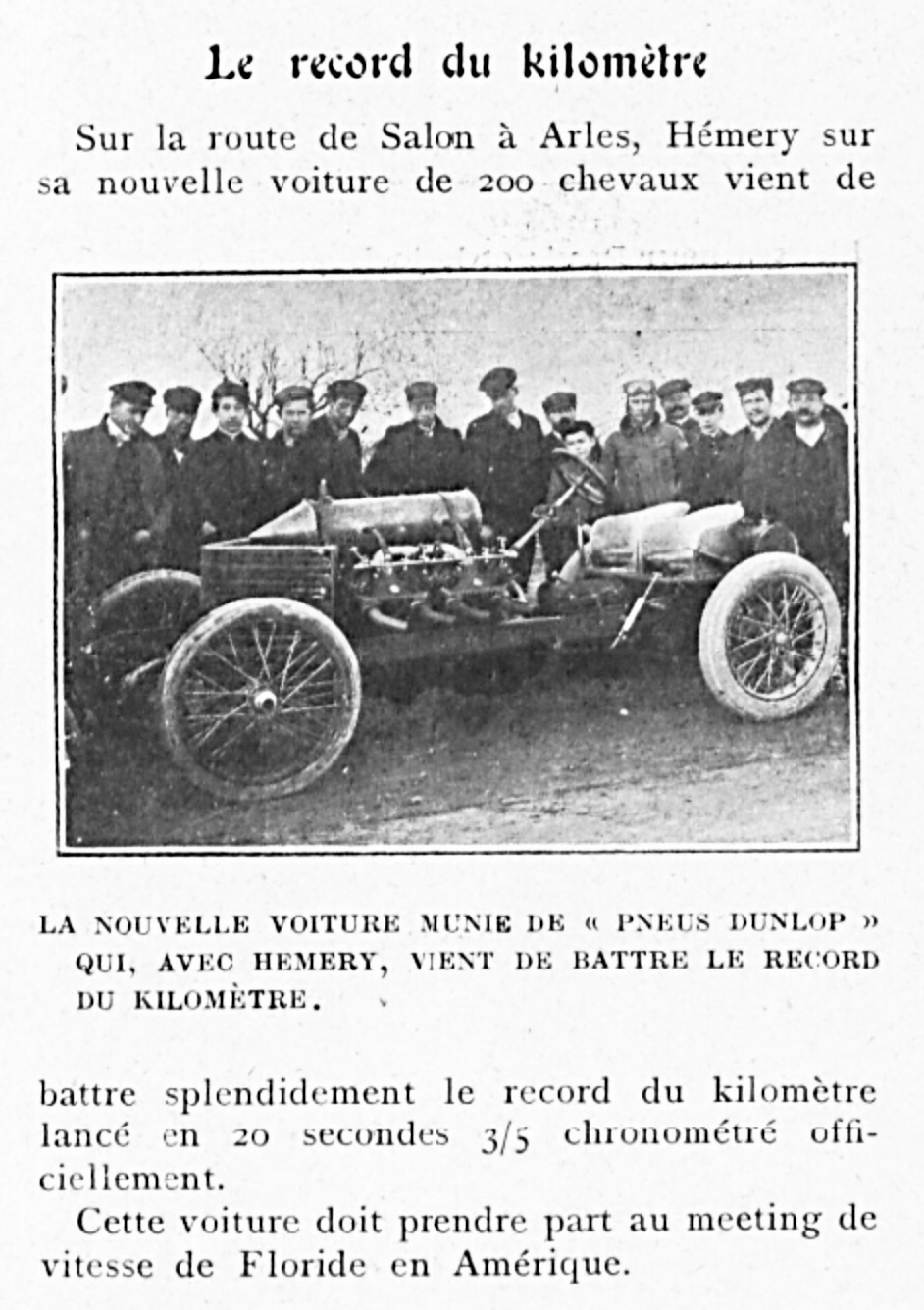
Victor Hémery (1906) Le record du kilomètre.

En janvier 1906, il est du voyage avec l'équipe Darracq (aidée localement par Louis Chevrolet, connu lors de la Vanderbilt Cup trois mois auparavant) pour aller à Daytona Beach afin d'obtenir un éventuel nouveau record du monde de vitesse avec la 120 HP V8 de 12,7 l. Mais les conditions atmosphériques sont mauvaises au début de la semaine du 4e Florida Speed Carnival: la plage est inondée le premier jour. Il tente dès sa restitution l'après-midi du 23 une performance sur 5 miles mais, malgré une course extrêmement rapide les officiels lui demandent de recourir, le chronométrage n'ayant pas été correctement déclenché. Très désappointé il rentre immédiatement en France pendant que son mécanicien Victor Demogeot remporte la Couronne d'Or de vitesse avec le véhicule en fin de semaine.
En 1907, il entre chez Benz, termine second de la Coppa Florio et du Grand-Prix de France, ainsi que de celui de Savannah (Géorgie), puis il remporte la course de côte d'Évreux en novembre. 

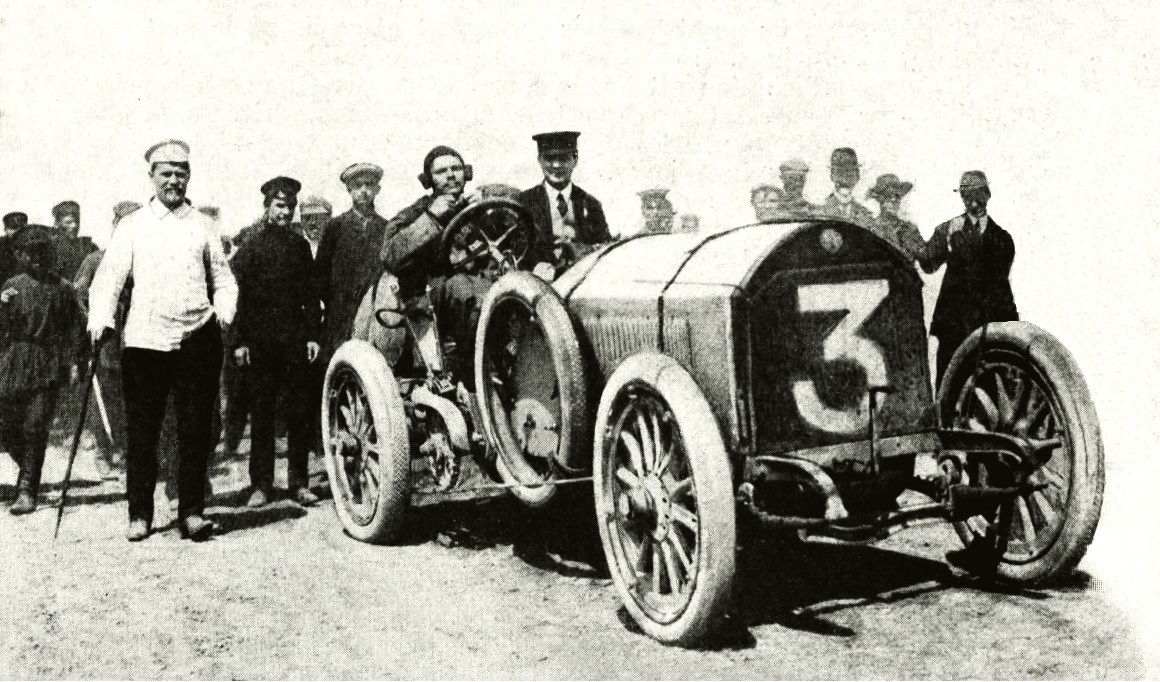
Victor Hémery remporte la course Saint-Pétersbourg-Moscou en 1908.

Le 19 mai 1908 il gagne la course Saint-Pétersbourg-Moscou avec Benz, véritable rallye long de plus de 700 kilomètres devant Victor Demogeot resté quant à lui sur Darracq et, Louis Wagner sur Fiat et Otto Hieronimus, cinquième. La même année il termine deuxième du Grand Prix des États-Unis, sur Benz 150 HP derrière son compatriote Louis Wagner et également deuxième du Grand Prix de l'ACF sur Benz derrière l'Allemand Christian Lautenschlager avec sa Mercedes.

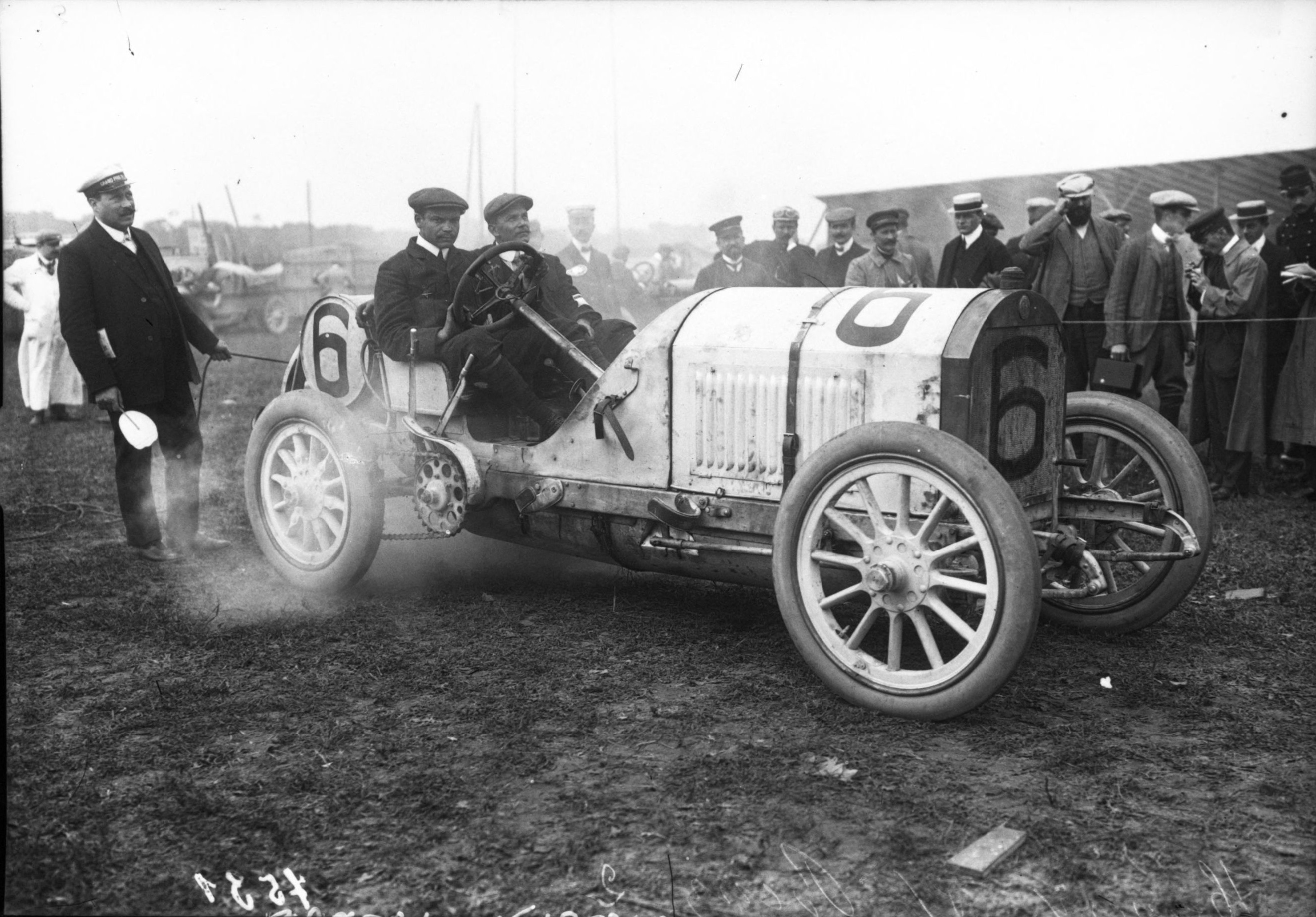
La Benz d'Hémery en 1908 lors du GP de l'ACF à Dieppe.

Le 17 octobre 1909 il prend pour la première fois le volant de la toute nouvelle Blitzen-Benz 200 HP lors d'une course de sprint à Bruxelles, où il surclasse la concurrence. Il bat ensuite avec elle le 8 novembre au circuit de Brooklands alors récemment ouvert le record du monde de vitesse en couvrant le kilomètre à 202,700 km de moyenne horaire: c'est alors la plus grande vitesse jamais réalisée avec un moyen de locomotion humain, que ce soit sur terre, dans l'eau, ou même dans les airs. Il est le premier homme à franchir le mur des 200 km/h, dès son demi mile à 205,666 km/h pendant le même enregistrement homologué. Le kilomètre est couvert en 31 s 326, et le mile en 41 s 268. Les autres pilotes d'usine sont alors Fritz Erle, et Franz Hörner (de) qu'il a recommandé avec Erle pour 1912 avant son départ.
En 1910, il est encore une fois deuxième du Grand Prix des États-Unis, toujours sur Benz, à 1,43 secondes de son coéquipier le jeune prodige américain David Bruce-Brown de 12 ans son cadet. C'est alors qu'il arrose celui-ci avec une bouteille de Champagne, lançant une tradition encore ininterrompue à ce jour. C'est avant cette course que Louis Wagner affirma de lui qu'il était « l'un des plus intrépides parmi les plus intrépides ».

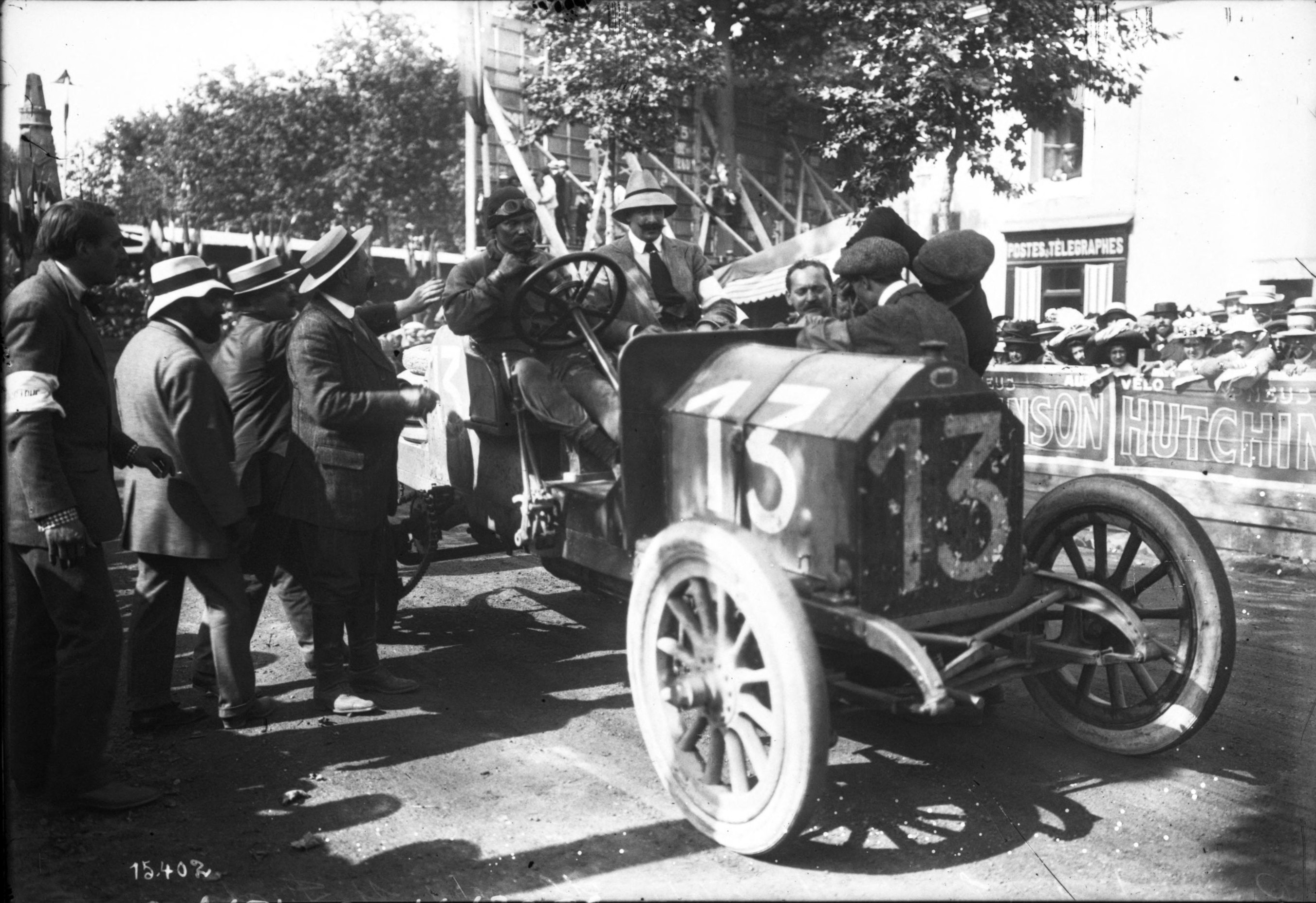
Victor Hémery remporte le Grand Prix de France 1911 qui n'est pas organisé par l'ACF, mais par l'ACO.

En 1911, il gagne le Grand Prix de France (dit Grand Prix des Vieux Tacots, organisé par l'Automobile Club de l'Ouest et non par l'Automobile Club de France) au Mans sur Fiat S61, mais il est alors très affecté par la mort de Maurice Fournier (dont le frère Henri est un pilote reconnu), par un bris mécanique en tentant de le dépasser. Il obtient également le meilleur temps en course lors de sa dernière participation au Grand Prix des États-Unis à Savannah.
En 1912, il entre chez Lorraine-Dietrich et remporte alors sa dernière victoire sur le circuit de Brooklands, établissant au passage sur place deux records, ceux des 3 et 6 heures de course (152,593  et   138,984 km/h).
Puis survient la guerre, durant laquelle il est affecté comme chef de parc à Versailles. Après celle-ci il reste dans le milieu automobile, réapparaissant au Grand Prix de l'ACF 1922 et 1923 sur Rolland-Pilain A22 tout en tenant un garage, puis il devient inspecteur des permis de conduire. Il se suicide deux mois avant son soixante-quatorzième anniversaire, suivi quelques jours après par son épouse. L'année suivante il obtient le titre de Champion des États-Unis.

## Palmarès
De 1902 à 1912 il a obtenu un total de 34 podiums et de 12 victoires connues :
- 1902 Critérium de Provence Arles et Salon-de-Provence (catégorie voitures légères) sur Darracq
- 1904 Course de Bahrenfeld sur Opel-Darracq
- 1904 Course de côte della Consuma (catégorie voiturettes) sur Opel Darracq
- 1904 Kilomètre de Dourdan (catégorie voiture légère) sur Darracq
- 1905 Course de côte de Chênée sur Darracq
- 1905 Circuit des Ardennes sur Darracq
- 1905 Coupe Vanderbilt sur Darracq
- 1907 Course de côte d'Évreux sur Benz
- 1908 Moscou-Saint Petersbourg sur Benz
- 1909 Bruxelles (course de sprint) sur Benz
- 1911 Grand Prix automobile de France sur Fiat
- 1912 Brooklands sur Lorraine-Dietrich